# 南康加里 (南卡罗来纳州)
南康加里（英文：South Congaree），是美国南卡罗来纳州下属的一座城市。城市类型是“Town”。其面积大约为0.71平方英里（1.83平方公里）。根据2010年美国人口普查，该市有人口2,306人，人口密度约为每平方 英里3,266.29人（约合每平方公里1261.16人）。